# Associazione Sportiva Cecina 1991-1992
Questa pagina raccoglie le informazioni riguardanti l'Associazione Sportiva Cecina nelle competizioni ufficiali della stagione 1991-1992.

## Rosa
| N. |                   | Ruolo | Calciatore             |
| -- | ----------------- | ----- | ---------------------- |
|    | Italia (bandiera) | C     | Luca Aquilante         |
|    | Italia (bandiera) | A     | Andrea Bertini         |
|    | Italia (bandiera) | A     | Massimiliano Bongiorni |
|    | Italia (bandiera) | C     | Riccardo Castagna      |
|    | Italia (bandiera) | C     | Andrea Chiarentini     |
|    | Italia (bandiera) | C     | Paolo Corsi            |
|    | Italia (bandiera) | P     | Alessio Costagli       |
|    | Italia (bandiera) | D     | Giuseppe Fargione      |
|    | Italia (bandiera) | C     | Fabrizio Fermanelli    |
|    | Italia (bandiera) | C     | Francesco Filippeschi  |
|    | Italia (bandiera) | C     | Antonio Germano        |

| N. |                   | Ruolo | Calciatore         |
| -- | ----------------- | ----- | ------------------ |
|    | Italia (bandiera) | C     | Walter Giuseppini  |
|    | Italia (bandiera) | D     | Michele Guzzardo   |
|    | Italia (bandiera) | A     | Marcello Malfi     |
|    | Italia (bandiera) | C     | Simone Malvolti    |
|    | Italia (bandiera) | C     | Valerio Martinelli |
|    | Italia (bandiera) | A     | Giacomo Panichi    |
|    | Italia (bandiera) | D     | Simone Pelliccia   |
|    | Italia (bandiera) | A     | Roberto Ria        |
|    | Italia (bandiera) | C     | Gianluca Salvadori |
|    | Italia (bandiera) | P     | Patrizio Tanagli   |
|    | Italia (bandiera) | D     | Eugenio Zangrillo  |